# Meligethes kunzei
Meligethes kunzei är en skalbaggsart som beskrevs av Wilhelm Ferdinand Erichson 1845. Meligethes kunzei ingår i släktet Meligethes, och familjen glansbaggar. Arten har ej påträffats i Sverige.